# Kunibert von Köln

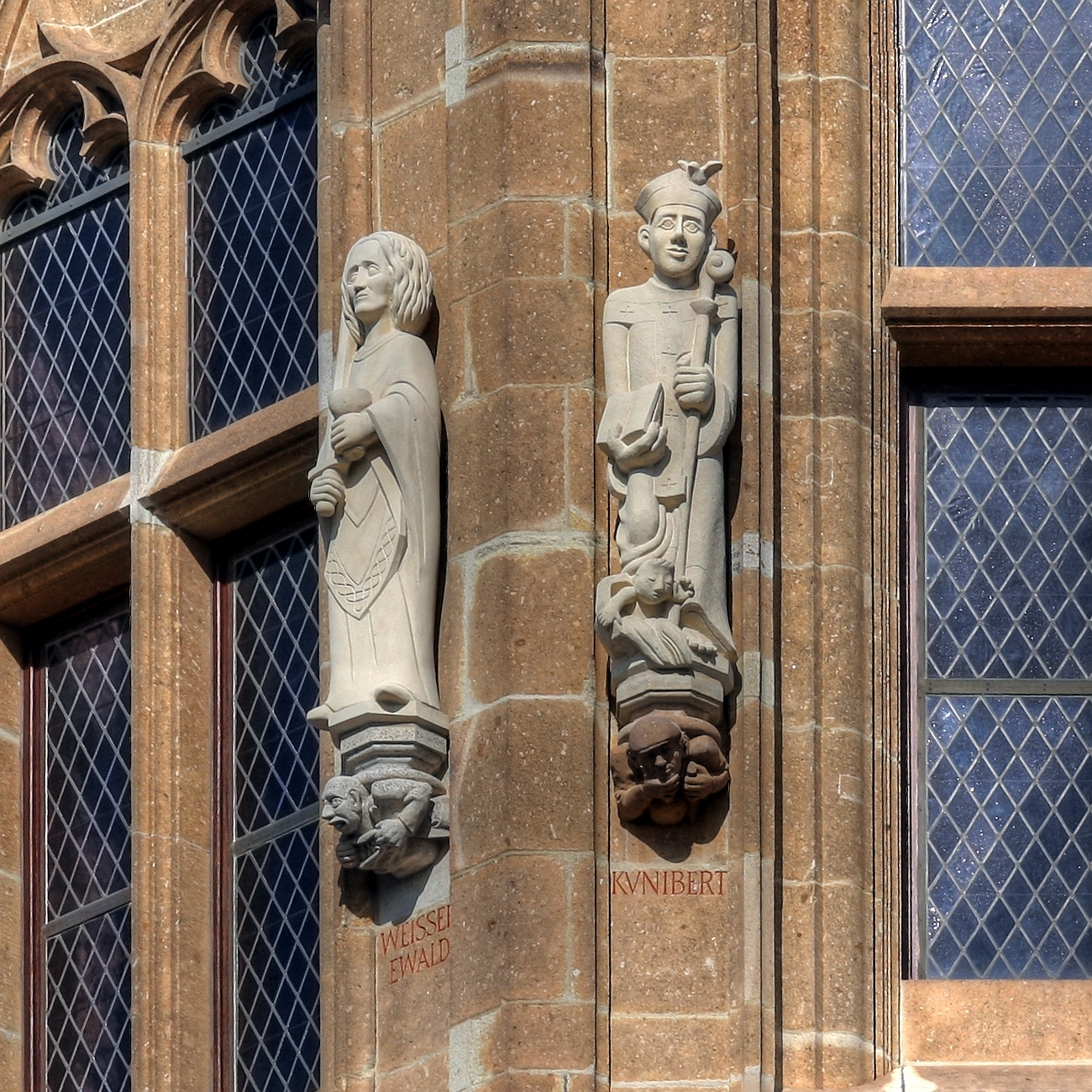
Rechts: Skulptur des Kunibert (re.) am Kölner Rathausturm von Majka Wichner (2009)

Kunibert von Köln (* um 600; † 12. November um 664 in Köln) war Bischof von Köln.

## Leben
Kunibert wurde wohl gegen Ende des 6. Jahrhunderts an der oberen Mosel geboren. Er entstammte dem moselfränkischen Adel. Erzogen wurde er am Metzer Hof Theudeberts II. Kunibert gehörte hinsichtlich der Reichskonzeption zu den führenden Köpfen seiner Zeit. Bevor er um das Jahr 623 Bischof von Köln wurde, war er möglicherweise Archidiakon in Trier gewesen. Bischof wurde er wider Willen auf Befehl des Königs und einer Synode. Nach seiner Ernennung zum Bischof von Köln soll ihn eine Taube zur Grabstätte der heiligen Ursula geführt haben.
Die Fredegar-Chronik berichtet, dass Kunibert als Bischof von Köln einer der engsten Berater und Mahner des letzten bedeutenden merowingischen Königs Dagobert I. wurde. Dagobert I. machte Kunibert 634 zum Regenten seines unmündigen Sohns Sigibert III. Nach dem Tod Dagoberts 639 einigte sich Kunibert mit dem Hausmeier Pippin auf Sigibert als Nachfolger. Pippin und Kunibert schlossen einen ewigen Freundschaftsbund. Unbekannt ist, wie die Stellung Kuniberts im Reich sich nach der Mündigkeit Sigiberts III. (ca. 645) entwickelte, ab 648 brechen die datierten Nachrichten ab.
Kunibert war sehr wahrscheinlich an der schriftlichen Fixierung des merowingischen Gesetzbuches lex ribuaria beteiligt, durch die das Bistum Köln endgültig in den merowingischen Reichsverband integriert wurde. Er missionierte bei den Sachsen und in Friesland. In seiner Amtszeit sollen die Kirchen und Klöster im Bistum aufgeblüht sein. Er ließ der örtlichen Überlieferung zufolge an der Stelle der heutigen Kunibertskirche einen dem hl. Clemens geweihten Vorgängerbau errichten, in dem er 664 auch beigesetzt wurde. 687 wurden dort auch die beiden Heiligen Ewaldi bestattet. Er richtete angeblich auch die Armenpfründen der Lupusbrüder am Dom ein.
Kunibert wird insbesondere in Köln als Heiliger verehrt, sein Gedenktag ist der überlieferte Todestag, der 12. November. Seine Gebeine wurden im Mittelalter erhoben und werden heute – ebenso wie die Ewaldi – in einem Schrein in der Apsis der ihm geweihten Kirche St. Kunibert in Köln aufbewahrt.
Im Rahmen der Neukonzeption des Skulpturenprogramms des Kölner Rathausturms in den 1980er Jahren wurde Kunibert durch eine Figur der tschechischen Bildhauerin Majka Wichner im vierten Obergeschoss auf der Ostseite des Turms verewigt.